# Тортелье, Поль
Поль Тортелье́ (фр. Paul Tortelier; 21 марта 1914, Париж — 18 декабря 1990, Виллакро, департамент Валь-д'Уаз) — французский виолончелист, композитор и педагог. Отец дирижёра Яна Паскаля Тортелье.

## Биография
Первые уроки игры на виолончели получил от матери в возрасте шести лет. Учился в Парижской консерватории у Луи Фейяра и Жерара Эккинга, окончил её с первой премией в 1930 году, исполнив Виолончельный концерт Эдварда Элгара, а год спустя дебютировал как солист с оркестром Ламурё. Тортелье продолжил совершенствоваться, изучая гармонию и теорию композиции, и через несколько лет вновь получил первую премию, на этот раз по классу композиции. В 1937 Сергей Кусевицкий пригласил его на место первого виолончелиста в Бостонский симфонический оркестр. Два года спустя Тортелье вернулся в Париж, и по окончании войны стал солистом оркестра Общества концертов консерватории. После ряда сольных выступлений в Берлине, Амстердаме и других городах Европы, прошедших с большим успехом, музыкант в 1947 году получил приглашение от дирижёра Томаса Бичема участвовать в лондонском фестивале Рихарда Штрауса, где блестяще исполнил партию солирующей виолончели в симфонической поэме «Дон Кихот». Это исполнение положило начало международной карьере музыканта.
С 1950-х годов Тортелье стал одним из ведущих музыкантов мира. Его исполнение, отмеченное идеальной фразировкой, мягкостью и выразительностью звука, пользовалось огромным успехом у публики. В 1955 году он впервые выступил в США в качестве солиста в Карнеги-холле. Тортелье вёл большую педагогическую деятельность: в 1957—1969 был профессором Парижской консерватории, в 1972—1975 — Высшей школы музыки в Эссене, в 1978—1980 — в консерватории Ниццы, с 1980 — почётный профессор Центрального института музыки в Пекине. В 1975 музыканту была присвоена почётная докторская степень Оксфордского университета. Среди его учеников — Жаклин Дю Пре и другие известные виолончелисты. Тортелье охотно давал мастер-классы, в том числе и по телевидению. Исполнительские и преподавательские взгляды он изложил в своих книгах: «Как я играю, как я учу» (англ. How I Play, How I Teach), изданной в Лондоне в 1975, и автобиографии «Поль Тортелье: Автопортрет» (англ. Paul Tortelier: a Self-Portrait), вышедшей в печать там же девять лет спустя.
Тортелье концертировал во многих странах мира. В СССР он гастролировал в качестве солиста в 1971 году, а в 1979 в составе трио с сыном Яном и дочерью Марией.
Тортелье также является автором ряда произведений, большинство из которых написано для виолончели или ансамблей с виолончелью, однако среди его сочинений есть также «Израильская симфония» (написанная после года пребывания музыканта в израильском кибуце), гимн «Большое знамя» на собственные слова, «Приношение», посвящённое Бетховену, на премьере которого в 1971 музыкант впервые встал за дирижёрский пульт.
Дискография Тортелье включает концерты Гайдна, Дворжака, Элгара, «Вариации на тему рококо» Чайковского, симфоническую поэму «Дон Кихот» Рихарда Штрауса, полное собрание виолончельных сочинений Бетховена и многие другие сочинения. Среди учеников — Рафаэл Зоммер.